# Tribunal Regional Eleitoral de Rondônia
Assim como todos os Tribunais Regionais Eleitorais (TRE) do Brasil, por lei, o Tribunal Regional Eleitoral do Estado de Rondônia está localizado na capital Porto Velho.
É o órgão responsável pelos serviços judiciais eleitorais, exercendo jurisdição em todo o Estado de Rondônia.

## Localização
A sede do TRE-RO localiza-se na Avenida Presidente Dutra, número 1889 no bairro da Baixa da União em Porto Velho.  

## História
O Tribunal Regional Eleitoral de Rondônia foi inicialmente instalado no dia 31 de março de 1982. Os desembargadores Darci Ferreira e Hélio Fonseca foram os primeiros Presidente e Vice-presidente, respectivamente.
Iniciou-se suas atividades com apenas 13 (treze) servidores, todos  requisitados de outros órgãos públicos dos Governos Federal e Estadual, cabendo a eles a realização da primeira eleição de Rondônia   na condição de Estado, que ocorreu em 15 de Novembro de 1982. Assim foi escolhida a representação rondoniense no Senado, na Câmara Federal e na Assembleia Legislativa. Os 24 deputados estaduais eleitos naquele pleito receberam a função de constituintes, quinze deles pertenciam a legenda PDS e os outros nove ao PMDB. 